# ルッケーゼ一家

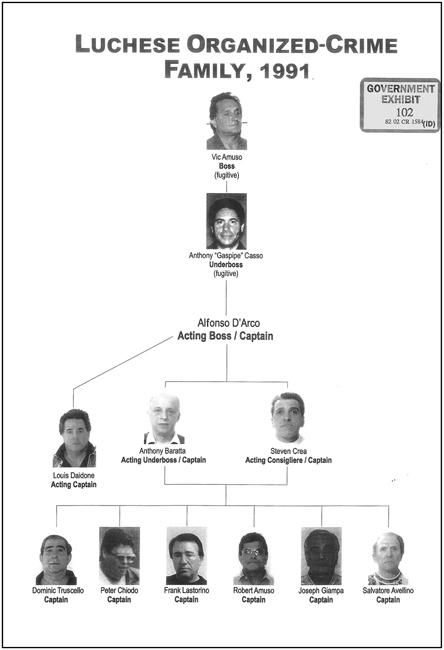
ルッケーゼ一家の幹部のチャート（1991年作成）。ボスがアムーソ、アンダーボスがカッソ

ルッケーゼ一家またはルッケーゼ・ファミリー（ルッケーゼいっか、英：Lucchese family）は、アメリカを拠点とするイタリア系（シチリア系）マフィア組織（コーサ・ノストラ）。ニューヨーク五大ファミリーの1つ。20世紀初期に台頭したシチリア系マフィアのうち、コルレオーネ出身者の派閥（コルレオーネ派）であり、1890年代に結成されたマフィアの走りともされるジュゼッペ・モレロのモレロ・ファミリーを源流とする。1910年代にマフィア－カモッラ戦争で生じた権力の空白から、コルレオーネ派のガエタノ・レイナが頭角を表し、独自のファミリーを形成して勢力を広げる。これがルッケーゼ・ファミリーの直接の前身となる。1930年のレイナ暗殺、続くカステランマレーゼ戦争で、勝者のサルヴァトーレ・マランツァーノがニューヨーク・マフィアを再編する中で、1931年にレイナの副ボスであったトミー・ガリアーノをボスとする五大ファミリーの一角として確立した（ガリアーノ・ファミリー）。1951年にガリアーノが亡くなると副ボスのトーマス・ルッケーゼが後を継ぎ、以降はボスが代替わりしても「ルッケーゼ・ファミリー」と一般に呼称され続けている。

## 初期
1890年代シチリア島コルレオーネから移住したモレロ一家がマンハッタンのイースト・ハーレムでマフィア組織を作り、1905年頃最盛期を迎えた。1910年代中頃、モレロ一家がカモッラとの抗争（マフィア－カモッラ戦争）で劣勢を強いられて本拠をハーレム106-108丁目からハーレム116-117丁目に移した時、106-108丁目に権力の空白が生まれ、モレロと同じコルレオーネ出身のガエタノ・レイナが頭角を現した。1920年代にかけてブロンクスに縄張りを広げるなど独自のマフィアファミリーを形成した。初期のメンバーにトミー・ガリアーノ、スティーヴ・ラサール、ラオ兄弟、ジオヴァンニ・ディカルロ、トーマス・ルッケーゼなどがいた。メンバーはほとんどコルレオーネ出身で、ハーレムのイタリア系スラム街におけるシチリア・コロニーのさらに細分化されたコルレオーネ・コロニーの中で形成された地縁性の強い集団だった。シチリア各地の出身者を広く取り込んだモレロ一家とは対照的だった。
モレロ一家メンバーだったが、一家がハーレム北に移動したときに付いて行かずレイナ組織に合流したメンバーが数多くいた（ラサール、ディカルロなど）。

## 禁酒法時代
ファミリーの上位陣はイタリア式富くじやナンバーズ賭博、氷配給業を営み、特にレイナは氷のマーケットに寡占体制を敷き、ガリアーノは本業の左官業を足掛かりに建設業界に進出した。禁酒法時代が到来すると、多くのメンバーが非合法のアルコール取引に関わった。ガリアーノは酒場を経営し、ルッケーゼはドライフルーツに酒を隠す密輸入ビジネスで儲けた。 

## カステランマレーゼ戦争と五大ファミリー
レイナは、1920年代ジュゼッペ・モレロと提携して勢力を急拡大したジョー・マッセリアとは同盟関係にあったが、1930年2月、ブロンクスの路上でヒットマンにショットガンで急襲され死亡した。一説に、マッセリアに氷供給業のシェアの割譲を求められ、抵抗したため殺されたとの説がある（マッセリアと対立していたカステラマレ派と駆け引きしようとしたとも伝えられたが、真偽不明）。ガリアーノはマッセリアの仕業と見たが、強大なマッセリア軍団と戦うだけの戦力が無かった為、報復の機会を窺った。マッセリアは後釜ボスにボナヴェントゥーラ・ピンツォーロを据えて間接支配したが、ガリアーノはマッセリアに忠誠を装いながら、200人のファミリーメンバーの中から信頼の堅い仲間を選んで主流派と別行動をとり、暗殺に備えマッセリアに顔を知られていない無名のギャングを雇った。
1930年8月、マッセリアの参謀モレロが2人のガンマンに自宅に押し入られて暗殺された時、ガリアーノはマッセリアと対立する派閥が他にあることを知り、部下の接触でカステラマレ勢力と判明すると、これに接近した。
同年9月、カステラマレ派ボスのサルヴァトーレ・マランツァーノから支持を取り付けた上で、配下の殺し屋を使ってピンツォーロを暗殺し、組織を奪い返した。マッセリアはピンツォーロが殺された後すぐ犯人捜しの会議を開いたが、ガリアーノはその会議に平然と参加した。その後、ガリアーノらは対マッセリア抗争のための戦闘資金を拠出し、マランツァーノと合同のヒットマンチームを作ってマッセリア派幹部を狙った。1931年11月、マッセリアがしばしば会議に使っていたアジトを突き止め、モレロの死後マッセリアの参謀になっていたアル・ミネオを暗殺することに成功した。ミネオ暗殺とマランツァーノの反マッセリアキャンペーンが功を奏し、マッセリアから離反するマフィアグループが相次いでその戦力は弱体化していった。
1931年4月、マッセリアが部下の裏切りにより暗殺され、マランツァーノがニューヨーク・マフィアを五大ファミリーに再編成した際、五大ファミリーの1つに認定された。同年9月にマランツァーノを殺したルチアーノからも五大ファミリーに認定された。ボスはガリアーノ、副ボスはルッケーゼとなった。

## ホワイトカラー・マフィア
ガリアーノは建設業界に地歩を築き、組合を通じて建設資材の流通や不正な取引に関わった。1930年代半ば、ユダヤ系ギャングのルイス・バカルターと提携し、ガーメント地区の組合に進出を果たした。ジェームス・'ジミードイル'・プルメリやジョン・ディオガルディ（ジョニー・ディオ）らのメンバーがこの方面に深く関わった。1951年ガリアーノが死んだが、当局の注目を浴びるのを嫌ってしばらくボスの死を隠匿していた。後継ボスとなったトーマス・(三本指のブラウン)・ルッケーゼは、繊維産業、運輸業界などに支配力を強めた。一家の名前はこのルッケーゼに由来する。
ルッケーゼは、フランク・コステロと並んで政界に強力なコネを持ち、連邦検事、ニューヨーク市長、警察署長などと結びついていた。
ファミリー内では、ヴィンセント・ラオやジョニー・ディオ、アンソニー・コラーロらビジネスセンスと暴力を兼ね備えた人物を重用した。ヤミ賭博や売春といった伝統的なストリート犯罪より、組合、企業強請や金融犯罪などの「ホワイトカラー犯罪」に特徴があり、五大ファミリーの中では最小の組織ながら高収益を誇った。またメンバーの中には麻薬取引に長らく関わる者もいて、1950年代は幹部クラスも麻薬取引に関わった。
ニューヨーク以外では、ロサンゼルスのジャック・ドラグナ（コルレオーネ出身、レイナの元仕事仲間）のファミリーと緊密だった。

## ニューヨークの覇権争い
1950年代後半、ルッケーゼは、ヴィト・ジェノヴェーゼと組んでニューヨーク・マフィア最大の実力者コステロの追い落としに加担した。更にカルロ・ガンビーノをアナスタシア一家のボスにつけた上でガンビーノと姻戚関係を結び連携を強化した。ボナンノ一家のボスのジョゼフ・ボナンノとプロファチ一家のボスのジョセフ・マリオッコによるニューヨーク・マフィア掌握の陰謀を未然に阻止し、ガンビーノと共にニューヨークを実質的に支配した。

## ルッケーゼ死後
ルッケーゼは1960年代後半に病床に伏すようになり、ガンビーノ主導のコミッションで後継ボス人事が取りざたされた。1967年ルッケーゼが死ぬと、カーマイン・トラムンティ、アンソニー・コラーロがボスとなり、麻薬取引にも手を染めた。　
1978年、ポール・ヴァリオ配下のジミー・バーク、トーマス・デシモーネなどがルフトハンザ航空強奪事件を引き起こす。その後、同じくヴァリオ配下のヘンリー・ヒルが情報提供者となったことで、バーク、ヴァリオら関係者が多数逮捕された。この事件は『グッドフェローズ』として小説・映画化された。
1980年代に入ると、5大ファミリー壊滅を目的としてファミリーのボスや大幹部が多数起訴される。ルッケーゼ一家では、ボスのコラーロやポール・カステラーノと仲が良かったサルヴァトーレ・"トム・ミックス"・サントロなどが起訴された。
1986年には獄中のコラーロが指名した人物を殺害してヴィクター・アムーソがボスの座を奪った。アムーソは腹心のアンソニー・"ガスパイプ"・カッソと共にガンビーノ一家のボスの座を奪ったジョン・ゴッティに反発してフランク・デチッコら側近を殺害する。このため5大ファミリーの内部に緊張状態が生じ、ゴッティはアムーソらと話し合いを続けた。
1991年、当局による起訴が近いと知ったアムーソとカッソは潜伏し、アルフォンス・ダルコを代理ボスとする。その後、アムーソとカッソは情報提供者と疑ったカポのピーター・チオド（Peter Chiodo）に刺客を送るが暗殺に失敗し、チオドは証人保護プログラムの保護下に入って証言した。その後、アムーソらはニュージャージーのクルーが上納金の増額に反対したことを理由として彼らの暗殺を命じるとともに、ジョン・ゴッティの暗殺まで指示した。このことが原因で、アムーソらはファミリーのメンバーの信用を失ってしまう。そして、ニュージャージーのメンバー、命を狙われたダルコなどのメンバーが当局の情報提供者となった。アムーソは1991年に逮捕されて終身刑の判決を受ける。カッソは1993年に逮捕されたが、情報提供者になったと疑ったアムーソによりファミリーを追放される。その結果、カッソは実際に情報提供者となってしまった（1998年に非協力的な態度などを理由として証人保護プログラムから除外され、2020年に死去）。
カッソ追放後、アムーソは獄中からジョセフ・デフェデ（Joseph DeFede）、スティーブン・クレーア、ルイス・ダイドーネ（Louis Daidone）をボス代行に指名するが、デフェデはアムーソに疑われて情報提供者に転じ、クレーアとダイドーネは逮捕・収監されたため、2003年には幹部3人による運営に切り替えた。
2005年にはマフィア捜査を行っていたニューヨーク市警の元警官ルイス・エッポリトとスティーブン・カラカッパが警官時代にルッケーゼ一家のヒットマンとしてゴッティの部下らの暗殺を実行していたことが判明して逮捕され、一大スキャンダルとなった。彼ら二人は翌2006年に共に終身刑の判決を受けた。
2009年、クレーアが出所したことを受けて、マシュー・マドンナがボス代行、クレーアがアンダーボスとなった。しかし、2017年にギャング殺害の容疑で共に逮捕され、2020年に終身刑の判決を受けた。
2017年、アムーソが獄中からマドンナとクレーアに手紙を送り、二人の解任及び、マイケル・デサンティス（Michael DeSantis）をボス代行に指名することを命じた。アムーソは2023年現在もなお獄中からファミリーを支配しているが、88歳の彼自身含めて幹部の高齢化が著しくなっている（これは他の5大ファミリーでも同様である）。

## 歴代のボス
- 1920-30年:ガエタノ・レイナ(殺害)
- 1930年:ボナヴェントゥーラ・ピンツォーロ(殺害)
- 1930-53年:トミー・ガリアーノ(病死)
- 1953-66年:トーマス・ルッケーゼ(病死)
- 1966-73年:カーマイン・トラムンティ(引退)
- 1973-86年:アンソニー・コラロ(逮捕・収監→獄死)
- 1986年:アンソニー・ルオンゴ(殺害)
- 1987年-現在:ヴィクター・アムーソ(収監中)